# 新世界第一バス
新世界第一バス（しんせかいだいいちばす、中国語：新世界第一巴士、略称：新巴、英語：New World First Bus、略称：NWFB）はかつて香港に存在したバス会社である。路線バスを運営していた。
2023年7月、姉妹会社であるシティバス（城巴）と合併した。

## 概要
新世界第一バスの前身は、1924年に営業を開始した『中華バス』（ちゅうかばす、中国語：中華巴士、略称：中巴、英語：China Motor Bus、略称：CMB）である。中華バスは、1933年に香港島でのバス路線免許を獲得し、九龍半島・新界を営業エリアとする九龍バス（九巴）とともに運行を行ってきたが、サービス低下が問題視され、営業指導後も改善が見られなかった為、香港政府が1998年以降の営業路線免許を与えない決定を行い、公開入札の結果、イギリスのファーストグループ（FirstGroup pic）が営業権を獲得し、1998年9月1日より中華バスの路線や車両を引き継いで運行を開始した。その後、2000年には、シティバスの営業権を持つ香港のNWSホールディングス（新創建集團）に株式が売却され、姉妹会社となった。さらに2020年には親会社がNWSホールディングスから匯達交通服務（Bravo Transport Holdings Limited）に変わった。
シティバスとの合併前は約700台のバスを所有し、香港島を主に九龍半島や新界でも路線網を広げていた。
2022年7月12日、香港行政会議は2023年7月に同社とシティバスを合併させる方針であることを発表した。その後、2023年6月30日をもって運行を終了、翌7月1日より両社の合併による新たな「シティバス」となった。

## 車両
1998年の営業開始時には、中華バスから引き継いだ車両502台と、新たに購入した202台のバスで運行を開始し、当初は中華バスの塗装が残っていた車両も、次第に塗装変更されていった。しかし中華バスの引継ぎ車には、最も古い車両で1974年製の車両を含む、多数の老朽化した非冷房車が含まれていた為、1999年から大量の新車を購入して非冷房車の淘汰を進め、2002年8月17日に全車冷房車化を完了した。またこの他、香港国際空港のエアカーゴターミナル会社からの譲渡車も存在した。
保有車両は、2階建てバスを中心にボルボ（旧レイランド）、ネオプラン、アレクサンダー・デニス（旧デニス）などの欧州製車両が中心であったが、中華バス時代に購入された冷房車も在籍していた。
香港のネチズンの中には、同社を「冷房（化されただけの）中華バス」（繁体字中国語：冷氣中巴）と嘲笑し批判するものも存在した。これは、中華バスから経営が変わったあともサービスが一方向にしか改善されていないことを意味していた。
2021年9月時点で、新世界第一バスは715台のバスを保有していた。
- ノンステップ2階建てバス：698台
- ノンステップ1階建てバス：17台

### 保有車両

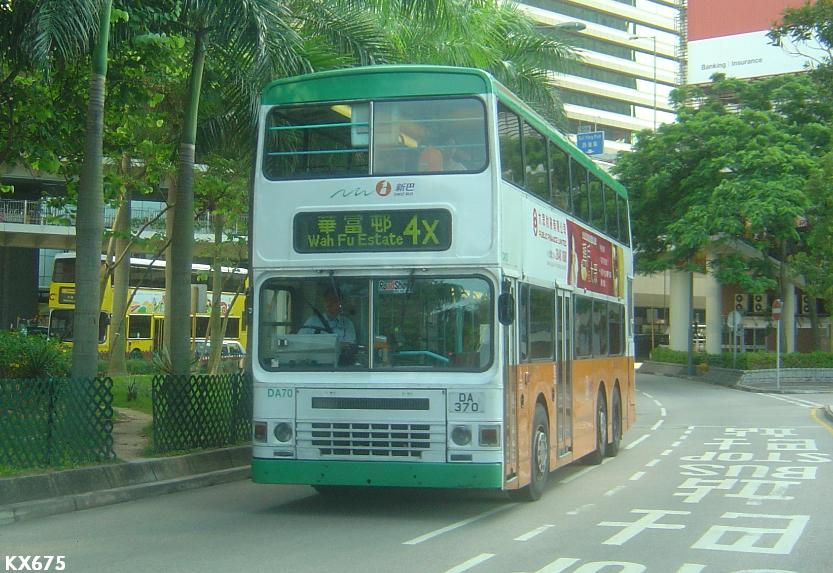
デニス・コンドル、長さ11m
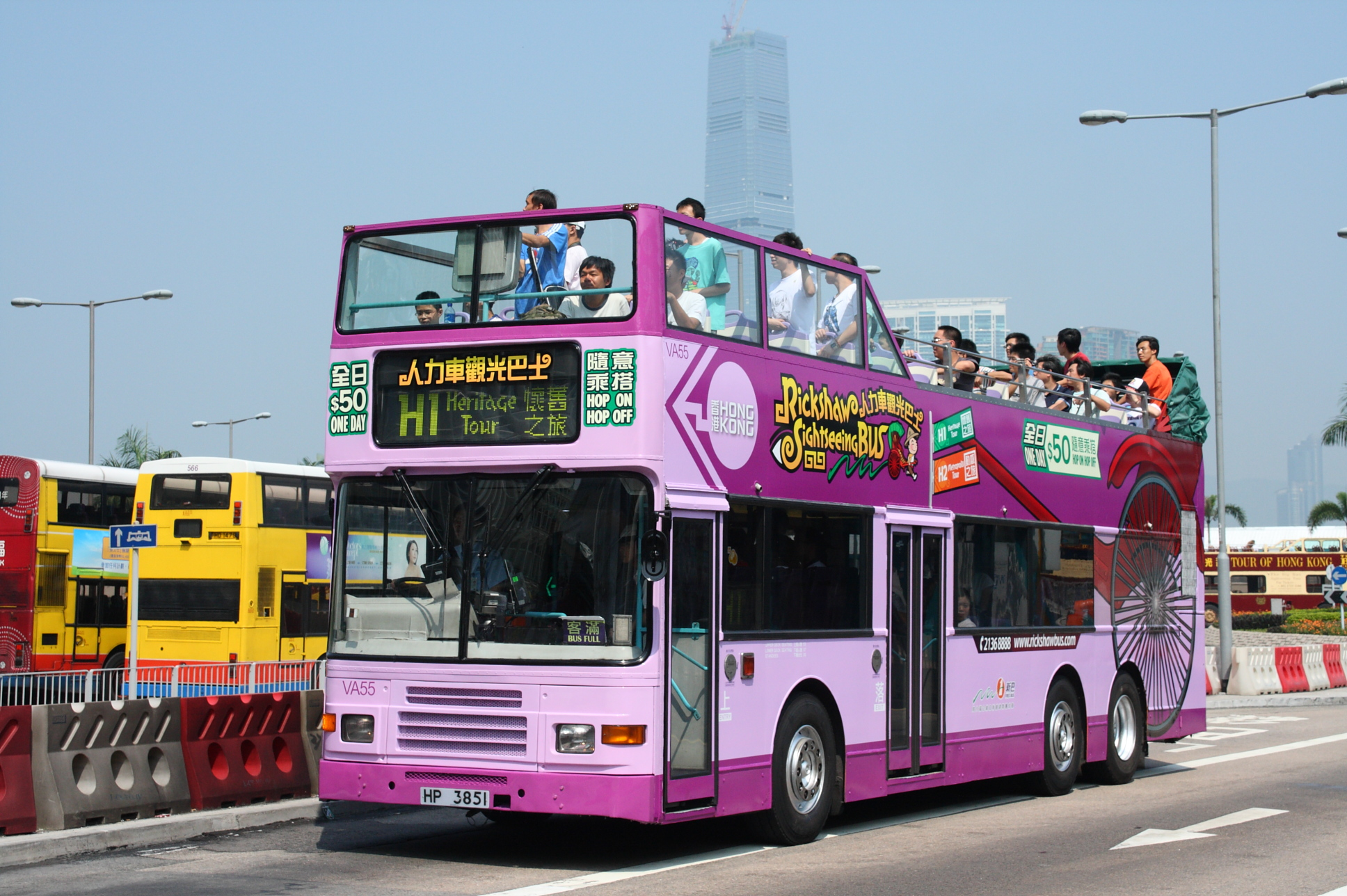
ボルボ・オリンピアンのオープントップバスが系統H1を走る。
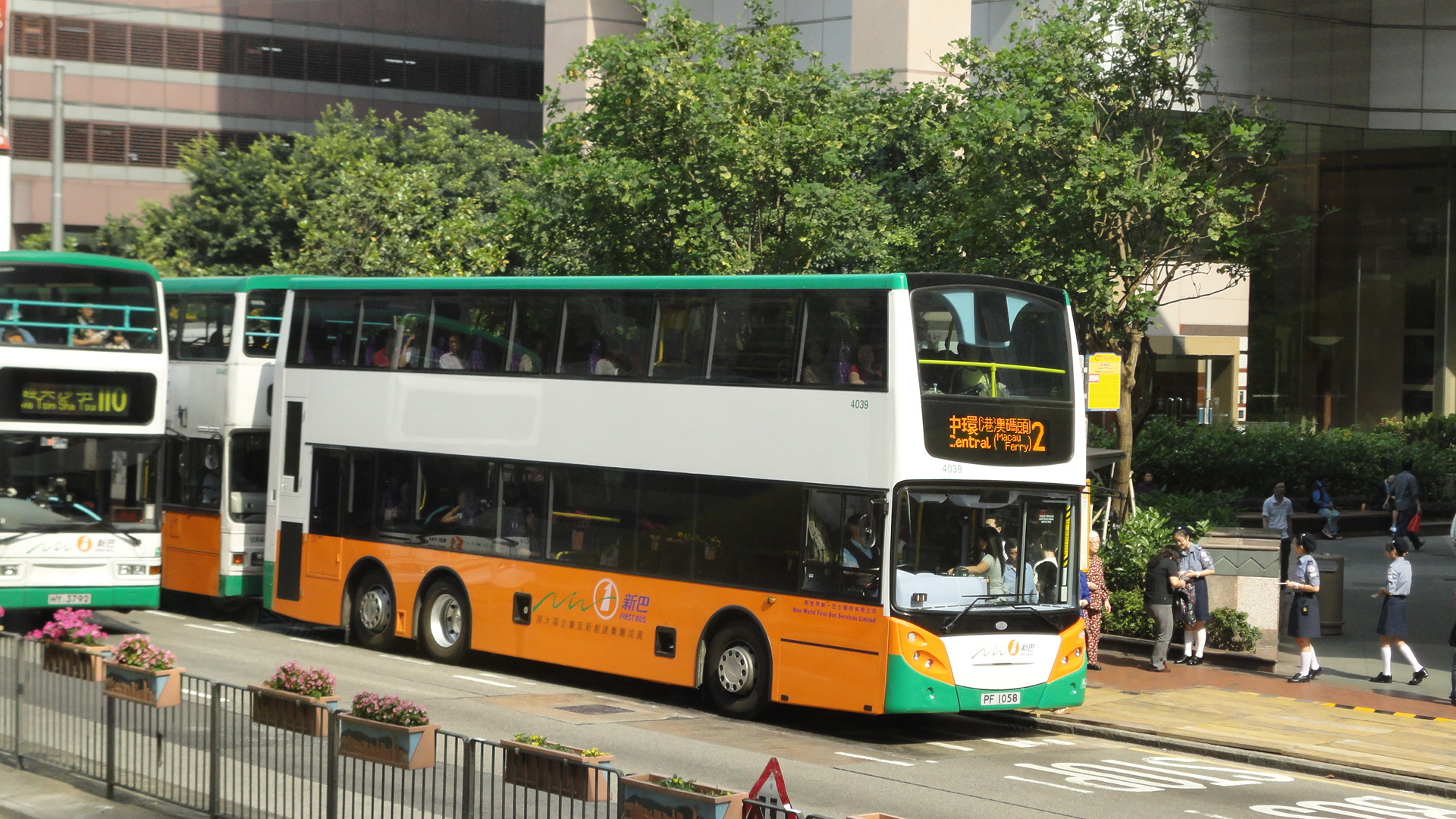
E500、長さ11.3m
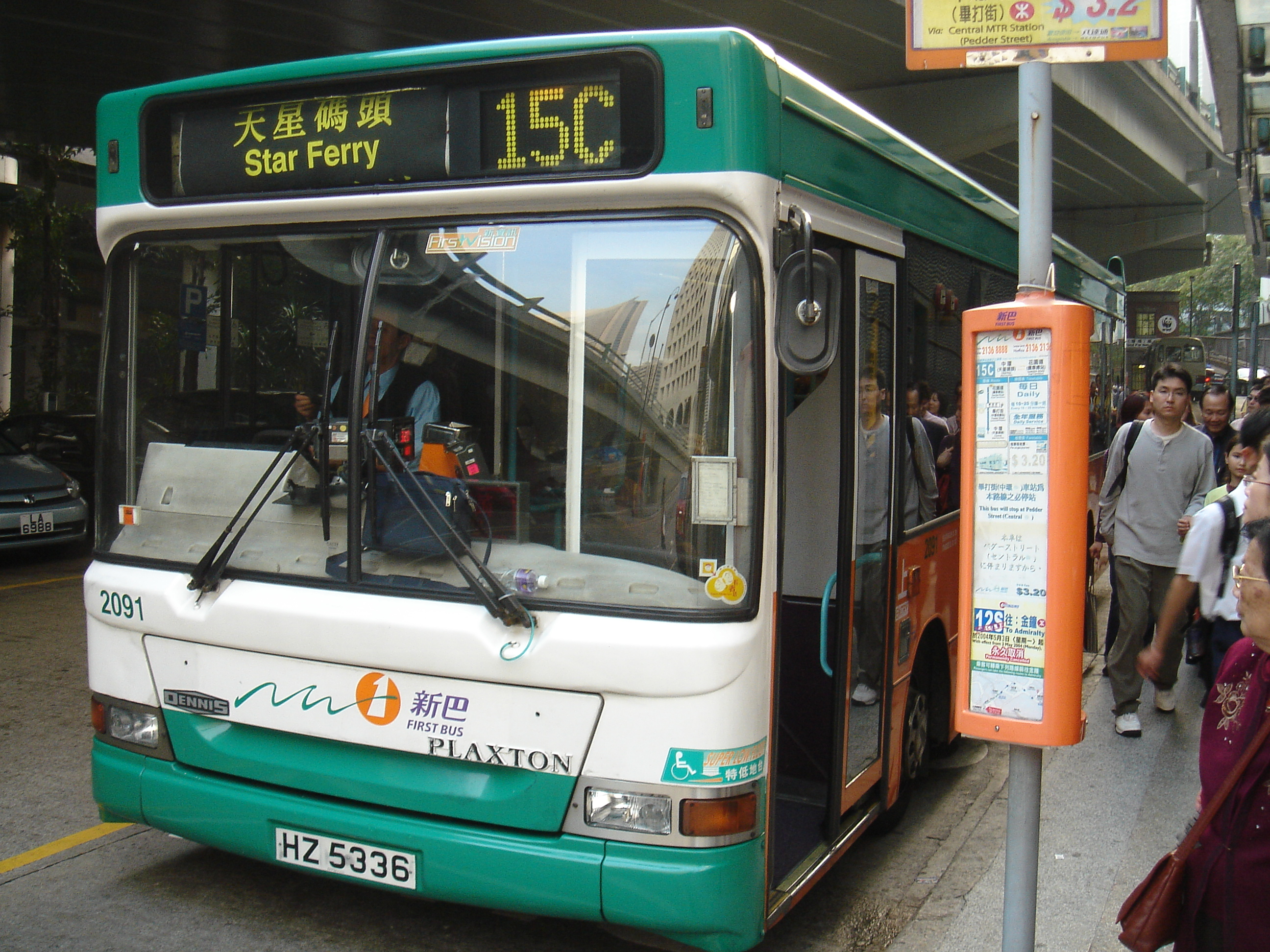
デニス・ダンド、社内で唯一の1階建てバス。

| メーカ                        | モデル                                | 車体                                               | 台数       | バス番号                                             | 在籍期間 | 付注                                                           |
| ----------------------------- | ------------------------------------- | -------------------------------------------------- | ---------- | ---------------------------------------------------- | -------- | -------------------------------------------------------------- |
| デニス                        | コンドル、長さ11m                     | デュープ・メクセク（Duple Metsec）・W              | 35         | DA57～DA92                                           | 1990年～ | 元所有者：中華バス                                             |
| デニス                        | コンドル、長さ12m                     | デュープ・メクセク・W                              | 4          | DA93～DA96                                           | 1996年～ | 元所有者：香港空運貨物有限会社（香港・エアカーゴ・ターミナル） |
| ボルボ                        | オリンピアン、長さ11.3m               | アレクサンダー・タイプRH                           | 31         | VA31～VA56、VA58～VA61、VA63                         | 1994年～ | 元所有者：中華バス                                             |
| ボルボ                        | オリンピアン、長さ12m                 | ノーザン・Counties                                 | 2          | VA65～VA66                                           | 1998年～ | 元所有者：香港空運貨物有限会社（香港・エアカーゴ・ターミナル） |
| デニス                        | ダンド・SLF、長さ10.7m                | Plaxton・カバーオール・2                           | 12         | 2022～2025、2028、2031～2035、2038、2042             | 1998年～ |                                                                |
| デニス                        | ダンド・SLF、長さ10.1m                | Plaxton・カバーオール・2                           | 24         | 2061～2065、2076～2094                               | 1999年～ |                                                                |
| デニス                        | トライデント・3、長さ12m              | アレクサンダー・ALX500、デュープ・メクセク・DM5000 | 264        | 1001～1190、1210～1221、3001～3062                   | 1997年～ |                                                                |
| デニス                        | トライデント・3、長さ10.6m            | アレクサンダー・ALX500                             | 15         | 1624、1639～1640、1644～1646、1648、1653、1655～1661 | 1999年～ |                                                                |
| デニス                        | トライデント・3、長さ11.3m            | アレクサンダー・ALX500                             | 24         | 1401～1415、1422～1430                               | 1999年～ |                                                                |
| デニス                        | トライデント・3、長さ10.3m、高さ4.17m | デュープ・メクセク・DM5000                         | 60         | 3301～3360                                           | 1999年～ |                                                                |
| デニス                        | トライデント・3、長さ10.6m            | デュープ・メクセク・DM5000                         | 1          | 3601                                                 | 2000年～ |                                                                |
| ボルボ                        | スーパーオリンピアン、長さ12m         | アレクサンダー・ALX500                             | 103        | 5001～5103                                           | 1999年～ |                                                                |
| ネオプラン                    | セントロライナー、長さ12m             | 車台と一体化                                       | 30         | 6001～6030                                           | 2000年～ |                                                                |
| アレクサンダー・デニス        | エンバイロ・500、長さ12m              | 車台と一体化                                       | 83         | 5500～5582                                           | 2008年～ |                                                                |
| アレクサンダー・デニス        | エンバイロ・500、長さ11.3m            | 車台と一体化                                       | 40         | 4000～4039                                           | 2009年～ |                                                                |
| エンバイロ・500MMC、長さ11.3m | 車台と一体化                          | 12                                                 | 4040～4051 | 2014年～                                             |          |                                                                |

### 過去の車両

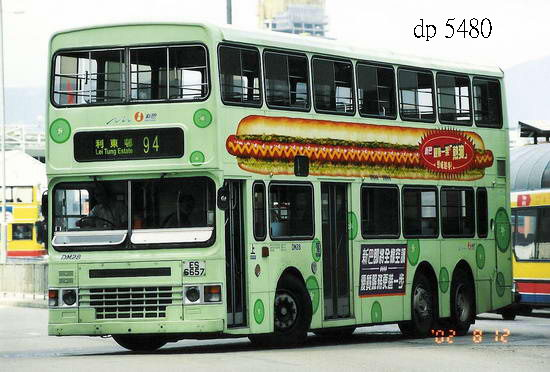
デニス・コンドル 、最後の非冷房車、廃車の直前の塗装

#### 冷房車
| メーカ     | モデル               | バス番号     | 台数 | 在籍年間       | 車体                     | 定員（U：2階座席/L：1階座席+S：1階立席）                                      | エンジン                                 | 変速機              | 付注                                                            |
| ---------- | -------------------- | ------------ | ---- | -------------- | ------------------------ | ----------------------------------------------------------------------------- | ---------------------------------------- | ------------------- | --------------------------------------------------------------- |
| デニス     | コンドル（初代A）    | DA1～12      | 0    | 1990年～2004年 | デュープ・メクセク・W    | U53/L41+S32 U66/L41+S32（車内改造工事前）                                     | カミンズ・LTA10                          | フォイト・DIWA863   | DA4、6、7はイギリスもしくはドバイへ譲渡。                       |
| デニス     | コンドル（初代B）    | DA13～36     | 0    | 1991年～2008年 | デュープ・メクセク・W    | U53/L40+S32 U66/L41+S32（車内改造工事前）                                     | カミンズ・LTA10                          | フォイト・DIWA863   | [ 3 ]                                                           |
| デニス     | コンドル（2代）      | DA37～56     | 0    | 1993年～2011年 | デュープ・メクセク・W    | U53/L40+S32 U66/L41+S33（車内改造工事前）                                     | カミンズ・LTA10                          | フォイト・DIWA863   |                                                                 |
| デニス     | コンドル（3代）      | DA57～82     | 26   | 1996年～       | デュープ・メクセク・W    | U53/L40+S32 U62/L41+S32（車内改造工事前）                                     | カミンズ・LTA10 （ユーロ・1）            | フォイト・DIWA863   | [ 4 ]                                                           |
| デニス     | コンドル（4代）      | DA83～92     | 10   | 1997年～       | デュープ・メクセク・W    | U51/L39+S31                                                                   | カミンズ・M11（ユーロ・2）               | フォイト・DIWA863.3 |                                                                 |
| デニス     | ダンド9.8米          | DC1～20      | 0    | 1991年～2002年 | カーライル               | L43+S16                                                                       | カミンズ・6BT                            | アリソン・AT545     | [ 5 ]                                                           |
| レイランド | オリンピアン         | LA1～25      | 0    | 1991年～2010年 | アレクサンダー・タイプRH | U53/L40+S32 U64/L40+S32（車内改造工事前）                                     | カミンズ・LT10                           | ZF・4HP500          | [ 6 ]                                                           |
| ボルボ     | オリンピアン（初代） | VA1～30      | 0    | 1994年～2013年 | アレクサンダー・タイプRH | U53/L40+S32 U64/L40+S33（車内改造工事前）                                     | カミンズ・LTA10（ユーロ・1）             | ZF・4HP500          | 一部の車両は九広鉄道バス（現在のMTRバス）に貸与された事がある。 |
| ボルボ     | オリンピアン（2代）  | VA31～50     | 20   | 1996年～       | アレクサンダー・タイプRH | U53/L30+S50 U65/L30+S50（一部座席が撤去された） U65/L40+S33（車内改造工事前） | カミンズ・LTA10（ユーロ・1排気基準達成） | ZF・4HP500          | [ 7 ]                                                           |
| ボルボ     | オリンピアン（3代）  | VA51～61、63 | 11   | 1998年～       | アレクサンダー・タイプRH | U53/L39+S30 U53/L37+S30                                                       | Volvo D10A～245（ユーロ・2排気基準達成） | フォイト・DIWA863   | [ 8 ]                                                           |

#### 非冷房車（全車中華バスより譲受）
| メーカ     | モデル                          | 車体                                   | 台数 | バス番号 | 在籍期間       | 付注                                                                             |
| ---------- | ------------------------------- | -------------------------------------- | ---- | --- | -------------- | -------------------------------------------------------------------------------- |
| レイランド | オリンピアン、長さ11m（非冷房） | アレクサンダー・タイプRH               | 10   | LM1～LM10 | 1993年～2000年 |                                                                                  |
| デニス     | コンドル、長さ11m               | デュープ・メクセク・W                  | 28   | DM1～28 | 1990年～2008年 | DM6はオープントップバス化改造、2008年廃車。DM9、12、18、22、25はシティバスへ譲受 |
| デニス     | コンドル、長さ12m               | デュープ・メクセク・W                  | 48   | DL1～48 | 1982年～1999年 | DL1・DL2は、廃車後個人により保管                                                 |
| MCW        | メトロバス、長さ9.7m            | MCW・アポロ                            | 10   | MC2～7・MC9～12 | 1978年～1999年 | MC6はオーストラリアに輸出。                                                      |
| MCW        | メトロバス、長さ11.45m          | MCW・アポロ                            | 39   | MB1～27・MB29～40 | 1979年～1999年 | MB5は、廃車後個人により保管                                                      |
| MCW        | メトロバス、長さ12m             | MCW・アポロ                            | 39   | ML1～84 | 1981年～2000年 | MB5は、廃車後個人により保管                                                      |
| レイランド | ヴィクトリーMk2                 | アレキサンダーまたはデュープ・メクセク | 163  | LV1～6・LV8・LV9・LV11～56・LV58～167 | 1980年～2000年 | LV2・LV30・LV158は、廃車後個人により保管                                         |
| デニス     | ジュビラント                    | アレキサンダー CB                      | 29   | DS1～13・DS15～30 | 1980年～1999年 | DS1は、廃車後個人により保管                                                      |
| ダイムラー | フリートライン 33尺             | アレキサンダー CB                      | 72   | LF13・18・21・26～28・46・48・105・107・109～111・113～121・123・125～127・136・152・160・205・209・211・215・217 ・222・223・226・228・229・231・237・239・243・248・249・252・254～258・260・264・265・267～270・272・278・281・284・291～293・296・297・300・302～304 | 1974年～1999年 | LF26は、廃車後個人により保管                                                     |
| ダイムラー | フリートライン 30尺             | アレキサンダー CB                      | 28   | SF3～26・28～31 | 1979年～2000年 | SF3・8は、廃車後個人により保管                                                   |